# Joci Pápai
József „Joci” Pápai (n. 22 septembrie 1981) este un cântăreț, rapper și chitarist maghiar de origine romă. El a reprezentat Ungaria la Concursul Muzical Eurovision 2017 cu piesa „Origo”. A fost din nou selectat pentru a-și reprezenta țara la Concursul Muzical Eurovision 2019.